# موزه‌های گیلان
درحال حاضر، در گیلان موزه رشت، موزه میراث روستایی گیلان در سراوان، موزه تاریخ چای ایران در لاهیجان، موزه رودبار و موزه مردم‌شناسی فومن زیر نظر سازمان میراث فرهنگی، صنایع دستی و گردشگری مشغول فعالیت هستند. بقیه موزه‌ها با مشارکت دیگر سازمان‌ها نظیر بنیاد شهید، وزارت کشاورزی، سازمان شیلات و … و همچنین بخش خصوصی اداره می‌گردند.
همچنین گیلان دارای موزه های خصوصی چون موزه مردم شناسی قاسم آباد و موزه جنگ جهانی دوم لاهیجان.

## موزه جنگ جهانی دوم ونگارد لاهیجان
موزه جنگ جهانی دوم ونگارد لاهیجان اولین موزه خصوصی و تخصصی جنگ جهانی دوم در ایران است. این موزه از سال ۱۳۹۴ به کوشش کارن امیدی از کشورهای خارجی و برخی موارد ملی جمع آوری شده و درحال حاضر در قصاب محله لاهیجان قرار دارد، این موزه در اردیبهشت سال ۱۴۰۰ افتتاح شد. در این موزه درباره نبردهای غرب اروپا مانند نرماندی فرانسه ، جبهه های مدیترانه مانند آفریقای شمالی و سیسیل ایتالیا، جبهه های مختلف متحدین از غرب تا شرق اروپا، شوروی و شرق اروپا در جنگ جهانی دوم، ایران در جنگ جهانی دوم و مواردی دیگر وجود دارد.

## موزه میراث روستایی گیلان
موزهٔ میراث روستایی گیلان، در زمینی، به مساحت حدود ۲۶۳ هکتار، در پارک جنگلی سراوان، واقع در کیلومتر ۱۸ جادهٔ رشت به تهران واقع شده‌است. فکر تأسیس موزه، پس از زمین لرزهٔ خرداد۱۳۶۹ خورشیدی، در گیلان که روند تخریب بناهای سنتی را شدت بخشید، شکل گرفت. بخش معماری این موزه، مجموعه‌ای است که قدمت بناهای آن به‌طور متوسط به ۱۵۰ سال می‌رسد. هدف موزهٔ میراث روستایی گیلان، تنها انتقال بناهای روستایی نیست، بلکه حفظ فرهنگ بومی، فن ساخت و دانش نانوشته‌ای است که در روستاهای گیلان وجود داشته‌است. در این مجموعه، علاوه بر معماری روستایی مناطق مختلف استان، سایر عناصر فرهنگی مربوط به ابزارهای زندگی و کار، خوراک، پوشاک و… هم به نمایش درخواهد آمد. مساحت مجموعه موزه‌ای، بالغ بر ۴۵ هکتار است، که در هستهٔ مرکزی سایت، قرار گرفته‌است.

## موزه رشت (باستان‌شناسی و مردم شناسی)
موزه رشت، سابقاً خانه میرزا حسین خان کسمائی آزادیخواه، شاعر و روزنامه‌نگار معروف و از رجال دوره مشروطیت و نهضت جنگل بود. موزه رشت (تأسیس در سال ۱۳۴۹) واقع در خیابان طالقانی (بیستون) ـ روبروی زایشگاه دکتر فامیلی می‌باشد.

## موزهٔ تاریخ چای لاهیجان (مقبره کاشف السلطنه)
موزه تاریخ چای لاهیجان یا آرامگاه کاشف‌السلطنه در شهر لاهیجان روی تپه‌ای از چای جای دارد. ابتدا - بنا به وصیت کاشف السلطنه مزار وی که از مرمر سیاه بود بدون سقف و حفاظ، در میان بوته‌های چای قرار داشت. اما اندکی بعد مقرر گردید که ۲ درصد درآمد چای به ساخت مقبره‌ای در خور شأن او اختصاص یابد. از سال ۱۳۵۵ ه‍.ش بنای فعلی به سبک معماری غربی، تهیه و به همت انجمن آثار ملی به شکل کنونی با اسکلتی از بتون و نمای سنگ تیشه‌ای طوسی رنگ با زیربنای ۵۱۲ متر مربع ساخته شد.
از سال ۱۳۷۱ هـ. ش کل مجموعه به سازمان میراث فرهنگی کشور واگذار گردید و سالن مستطیل شکل نسبتاً وسیعی که در جوار برج آرامگاه بود برای احداث موزه تاریخ چای ایران در نظر گرفته شد. این طرح با پیشنهاد، نظارت و اجرای میراث فرهنگی و با غرفه بندی و بهره‌گیری از تزیینات سنتی چوبی بسیار زیبا، در دو طبقه پلکانی شکل، در شهریور ماه ۱۳۷۵ هـ. ش به پایان رسید.
این مجموعه هم‌اکنون با داشتن ادوات و وسایل سنتی و تخصصی مربوط به چای و مدارکی مربوط به چگونگی فعالیت‌های پدر چای ایران، همه روزه پذیرای بسیاری از افراد بومی و نیز گردشگران است.

## موزه نظامی بندر انزلی (کاخ میان پشته بندرانزلی)
کاخ میان پشته یا موزه نظامی انزلی در زمان پهلوی اول، در وسط باغ وسیعی که یک طرف آن مشرف به دریاست، در جای کاخ سوخته چوبی خوشتاریا ساخته شد. بدنه آن از سنگ قواره بلوک و به صورت دوجداره ساخته شده‌است. این کاخ دارای ۱۱ اتاق و یک سالن پذیرایی است، سقف کلیه اتاق‌ها از بتن آرمه بوده و سقف داخلی دارای گچبریهای زیبا و برجسته استاد محمود همدانی و پدرش می‌باشد.
نجاری این کاخ را استاد مینوئی و استاد باقر قزوینی انجام داده‌اند، دو ردیف پلکان بدون پایه یادگار هنر حاج سلیمان شاروتی می‌باشد که به سرسرای طبقه دوم منتهی می‌شود. این کاخ در سال ۱۳۴۸ به نیروی دریایی واگذار و در سال ۱۳۵۷ تبدیل به موزه شد. بعد از انقلاب اسلامی در سال ۱۳۶۴ این موزه بازگشایی گردید. انواع اسلحه‌های جنگلی، شکاری، امنیتی و انواع سلاح‌های سرد و انواع ماکت ناوها وکشتی‌های جنگی و تفریحی و صنعتی و ابزار کشتیرانی و دریایی، همچنین لوازم شخصی متعلق به رضا پهلوی و تابلوهای نقاشی و هدایا در این موزه نگهداری می‌شود. این بنا با شماره ۱۵۱۱ در فهرست آثار ملی ایران به ثبت رسیده و همه روزه پذیرایی بازدیدکنندگان می‌باشد.

## موزه مردم‌شناسی فومن
موزه فومن از زیر مجموعه‌های موزه رشت بوده که در طبقه همکف ساختمان اداره کل ارشاد اسلامی شهرستان فومن قرار گرفته‌است. اشیای این موزه مرتبط با حوزه مردم‌شناسی منطقه و شهرستان فومن می‌باشد.
موزه مردم‌شناسی فومن در جهت شناساندن روش زندگی مردم گیلان قدیم با ماکت‌ها و ابزار آلات و لباس‌ها و صنایع دستی و عکس‌ها پذیرای بازدیدکنندگان است.

## موزه و نمایشگاه اسناد تاریخی رودبار
موزه اسناد تاریخی رودبار شامل دست نوشته‌های علما و بزرگان دینی گیلان، نفیس‌ترین نسخ خطی قرآنی، اسناد و… در محل کاخ ناهارخوران رودبار که از بناهای مربوط به دوره پهلوی است قرار دارد. این موزه در تاریخ دوم خرداد سال ۱۳۹۵ توسط معاون میراث فرهنگی سازمان میراث فرهنگی وقت افتتاح شد.

## موزه فرهنگ و آموزش دبیرستان حکیم نظامی (شهید مرحبا) شهر آستارا
دبیرستان شهید مرحبا از مهم‌ترین و قدیمیترین مدارس شناخته شده در شهرستان آستارا بوده و با توجه به نوع معماری و شیوه ساخت آن و همچنین نقل و قول‌های منطقه تاریخی قدمت بنا به دوره پهلوی بازمی‌گردد. این بنا در تملک اداره آموزش و پرورش شهرستان آستارا بوده و توسط سازمان میراث فرهنگی در فهرست آثار ملی کشور به ثبت رسیده‌است.
این موزه نماد و گنجینه‌ای از هویت، تاریخ، آموزش و فرهنگ مردم مرزنشین این شهرستان است. در اردیبهشت ۱۳۹۵ هم‌زمان با هفته میراث فرهنگی در محل مدرسه قدیمی حکیم نظامی این شهرستان که بیش از ۱۰۰ سال قدمت دارد، گشایش یافت.

## نگارسرا یا موزه امامزاده عون بن علی (ع) شهر تاریخی ماسوله
در زمان حاضر مجموعه‌ای از نشان‌ها و مدال‌های یکصد سال اخیر با موضوعات ورزشی، نظامی، فرهنگی و … در موزه عون بن علی (ع) ماسوله به نمایش درآمده‌است. مجموعه اسناد و اموال موجود در این دو بنا توسط اهالی و علاقه‌مندان به میراث فرهنگی ماسوله اهدا شده‌است.
از جمع اموال فرهنگی موجود در موزه پایگاه میراث فرهنگی ماسوله را می‌توان به مجموعه اسناد تاریخی، مجلدات قران خطی، تصاویر مردم شناختی، ابزار آلات سنتی، قدیمی‌ترین ضریح چوبی امامزاده عون و ستون هش تپر مسجد رواق ماسوله اشاره نمود.

## موزه شوکتی ماسوله
خانه موزه شوکتی از مجموعه موزه پایگاه میراث فرهنگی ماسوله با کمک مالکین این خانه تاریخی و همچنین موزه عون بن علی (ع) از این مجموعه، با مساعدات هیئت امنای امامزاده و دو مجموعه دار فرهنگی – آقایان مهران اشراقی و فرهاد شرفی و البته اهتمام و تولی‌گری پایگاه میراث فرهنگی ماسوله راه اندازی و مدیریت می‌شود.

## موزه ماهی‌شناسی و آبزیان
این موزه متعلق به مرکز تحقیقات علوم شیلاتی و فنون دریایی دکتر کیوان (وابسته به دانشگاه آزاد اسلامی واحد لاهیجان) بوده و در شهرستان لنگرود، بندر چمخاله، طبقه همکف ساختمان اداری مرکز تحقیقات علوم شیلاتی و فنون دریایی دکتر کیوان واقع شده‌است.
بیش از ۹۰۰ گونه از نمونه‌های تاکسیدرمی آبزیان بومی آب‌های شمال، آب‌های داخلی و آب‌های جنوب ایران، ماهیان پرورشی رایج در کشور، گونه‌های تزئینی و همچنین انواع گونه‌های نرمتنان و سخت پوستان دریایی و اقیانوسی در این موزه نگهداری می‌شوند. علاوه بر اینها در این موزه شیوه‌های سنتی و جدید صید آبزیان و ادوات مرتبط با آن‌ها در آب‌های شمال، داخلی و جنوب کشور معرفی می‌گردد.

## موزه تاریخ طبیعی رشت
این موزه در سال ۱۳۵۷ در ساختمان اداره کل حفاظت محیط زیست استان تأسیس گردید، راه اندازی و تجهیز گردید.
قسمتهای این موزه عبارتند از:
بخش دیوارنماها یا بازسازی زیستگاه‌ها، این بخش دارای ۶ صحنه از زیستگاه‌های ویژه استان (مناطق حفاظت شدهاستان) است، که در هر صحنه سعی شده با بهره‌گیری از تکنیک دیوارنماسازی، نمایی از همین زیستگاه و طبیعت خاص را به نمایش درمی‌آورد.
بخش پرندگان که شامل چند غرفه یا ویترین است که در آن‌ها پرندگان شکاری، ماکیان سانان و پرندگان شاخه‌نشین در مجموع به تعداد ۸۰ گونه و پرندگان آبزی به تعداد ۴۵ گونه به نمایش درآمده‌است.

## موزه علوم کشاورزی و منابع طبیعی استان گیلان
این موزه متعلق به مرکز تحقیقات و آموزش کشاورزی و منابع طبیعی استان گیلان است و در کیلومتر ۷ جاده رشت-تهران، روبروی دانشکده تربیت بدنی واقع شده‌است.
در این موزه در حال حاضر بیش از ۷۰۰ نمونه دستگاه و ادوات و تجهیزات قدیمی و نیز نمونه‌های گیاهی و تاکسیدرمی و همچنین نمونه‌هایی از آبزیان بومی آب‌های شمال وجود دارد، به علاوه برخی از ادوات مورد استفاده در شیوه‌های سنتی و جدید کشاورزی و همچنین شیلات و صید معرفی می‌گردد و نیز لازم است ذکر شود که قبل از این و طی سال‌های اخیر در قالب عکس تصویر، اسناد یا ادواتی در مناطق و نقاط مختلف به صورت پراکنده نگهداری می‌شدند و یکی از مهم‌ترین اهداف اقدام به تأسیس این موزه تخصصی کشاورزی و منابع طبیعی، گردهم آوردن این ادوات، تجهیزات و اسناد به صورت مجموعه‌ای منظم و در کنار هم و حفظ و حراست از آن‌ها بوده‌است.

## موزه شهدا
این موزه با همت اداره کل بنیاد شهید و امور ایثارگران استان گیلان، در بافت قدیمی و تاریخی شهر رشت و محله پیرسرا ایجاد گردیده که بیانگر اسناد، خاطرات، رشادتها و ایثارگری ۷۰۰۰ شهید استان می‌باشد و با ۲۰۰۰ سند و اثر مرتبط با موضوع، پذیرای حضور و بازدید مراجعه کنندگان می‌باشد.

## موزه حیات وحش تاریخ طبیعی ماسوله (خصوصی)
این موزه تخصصی با مجوز رسمی از سازمان محیط زیست استان گیلان در ستال ۱۳۸۴ توسط آقای فرهاد شرفی ماسوله درداخل بافت شهرک تاریخی ماسوله راه اندازی شد. بنای ۴۵ مترمربعی ی موزه، مردم را به بازدید از ۴۰ گونه تاکسیدرمی شده موجودات شامل خزندگان، پرندگان و پستانداران غرب گیلان دعوت می‌کند.
موزه ماسوله در همه فصول و همه روزه به ویژه در ایام بهار و تابستان و روزهای پایانی هفته و اعیاد دایر می‌باشد و با شروع فصل تعطیلات ساعت کار موزه افزایش میابد.

## موزه مردمشناسی ماسوله (خصوصی)
در مدخل ورودی شهرک تاریخی ماسوله، به همت آقای فرهاد شرفی ماسوله، مجموعه‌ای از اشیای مربوط به فرهنگ مردم ماسوله در ساختمانی به وسعت ۷۰ مترمربع، در سه اتاق به نمایش درآمده‌است.
این موزه در راستای فعالیت‌های فرهنگی منطقه در سال ۱۳۸۱ راه اندازی گردیده است. هر ساله تعداد قابل توجهی از گردشگران و مسافران از این فضا دیدن می‌کنند. بعضی از اشیاء این موزه امانی و متعلق به مردم است.

## موزه مردمشناسی و عشایری سوباتان شهرستان تالش (خصوصی)
این موزه توسط آقای بهمن جلیلی، فرهنگی بازنشسته، از پیش قراولان صنعت گردشگری در تالش و همچنین غرب گیلان راه اندازی شده‌است. اولین و تنها موزه مردم‌شناسی یا تالش‌شناسی در روستای ییلاقی زذه و با ۱۸۶ قلم از اشیای فرهنگ تالش موزه خود را برای بازدید عموم مجهز کرده‌است.

## موزه شیلات بندر کیاشهر
مجموعه شیلات کیاشهر متعلق به شرکت مادر تخصصی ماهیان خاویاری مالک این موزه تخصصی می‌باشد.
ساختمان‌های موجود در مجموعه، در گذشته امکان انجام اکثر عملیات مربوط به صید و فرایند آماده‌سازی ماهیهای خاویاری را عهده‌دار بوده و محصولات خود را به کشورهای دیگر صادر می‌نموده است.

## موزه حرم مقدس آقا سید جلال الدین اشرف در شهرستان آستانه اشرفیه
این موزه با مشارکت هیئت امنای مجموعه حرم بقعه آقا سید جلاالدین اشرف در در طبقه اول ضلع جنوب غربی ایجاد گردیده و مراحل تکمیل و آماده‌سازی آن در نیمه اول سال ۱۳۹۵ به اتمام رسیده‌است.